# شیشاوه (صربستان)
شیشاوه (به صربی: Šišave) یک منطقهٔ مسکونی در صربستان است که در ولاسوتینتسه واقع شده‌است. شیشاوه ۱٬۱۲۵ نفر جمعیت دارد.